# Santuario della Beata Vergine del Marzale
Il santuario della Beata Vergine del Marzale (in dialetto cremasco: santüare dal Marsàl) è un antico luogo di culto mariano situato a Ripalta Vecchia, frazione del comune di Madignano in provincia di Cremona.

## La visita
Il santuario del Marzale, più semplicemente il Marzale come viene popolarmente chiamato l'edificio, si trova lungo la stretta e tortuosa strada che da Ripalta Vecchia conduce a Ripalta Arpina snodandosi sul crinale di due valli fluviali, quella del Serio da un lato e quella del Serio Morto dall'altro. I dintorni della chiesa conferiscono a questo luogo sacro un'atmosfera di intimo raccoglimento, di calma e riflessione; circondato dai pioppeti, nel mezzo del Parco del Serio, il santuario è posto sull'estremità della riva alta del fiume Serio, alla quale si accede scendendo una scala alta i dodici metri circa di strapiombo che separano il Marzale dal fiume cremasco.
È un luogo carico di significati religiosi: la tradizione sacra e popolare parla di un'apparizione (non supportata da documenti scritti) che sarebbe avvenuta nel XIV secolo.
Un piazzale racchiuso da un rustico muretto permette di accedere alla chiesa vera e propria, circondata su due lati da un portico e priva di vera facciata: una soluzione dettata dalla necessità di proteggere gli affreschi della Via Crucis (realizzati nel 1757 da Tommaso Piccinardi) posti all'esterno, ma forse conseguenza del crollo di parte della chiesa dopo una piena del Serio.
La chiesa ha un'aula unica e termina con tre cappelle. In quella centrale è posto l'altare barocco che incastona la devotissima immagine della Madonna del Latte (fino al 1659 sul muro di fondo), opera di autore ignoto e risalente al XV secolo. La Vergine vi appare seduta, nell'atto di porgere il latte al Bambino in braccio che con una manina tiene un piccolo fiore.
Degni di interesse gli affreschi delle pareti laterali: su quella settentrionale vi sono raffigurazioni del XIV e XV secolo parzialmente sovrapposte e presumibilmente opera di artisti locali. Uno di essi, in particolare, rappresenta lo sposalizio di Santa Caterina e fu eseguito per conto della famiglia Terni di Crema (vi è raffigurato lo stemma: campo superiore rosso, campo inferiore a quadri rossi e bianchi alternati su quattro linee). Le altre immagini raffigurano una Madonna del Latte, un Santo Ignudo (forse San Sebastiano), una Madonna in Trono ed altri riferiti alla Madonna. Un affresco è interrotto dalla controfacciata, altro chiaro indizio che la chiesa un tempo era più lunga.
Gli affreschi della parete meridionale sono più regolari (Madonna in Trono, Opere di Misericordia, San Francesco) e sono datati 1580. Tele ed ex voto sono stati rimossi dal Santuario per il pericolo di furti.
Al lato meridionale della chiesa è addossato un edificio che un tempo fungeva da abitazione dell'eremita (in dialetto "rèmech") che un tempo provvedeva alla manutenzione ed all'apertura della chiesa.
Una scala (detta "scala santa") scende dal ciglione boscoso verso la valle del Serio nel punto in cui sorge la cappella settecentesca dell'Apparizione.

## La tregua del Marzale
La zona attorno al santuario fu teatro nel 1202 di un episodio che si inquadra nell'ambito delle lotte medievali tra i comuni, in particolare tra quelli di Crema e Cremona. Da oltre un secolo, precisamente dal 1098, allorché Enrico III cedeva l'Insula Fulcheria a Cremona, i due eserciti si battagliavano duramente e in tale contesto si inserisce lo storico assedio di Crema, al quale partecipava l'imperatore Federico I chiamato (e convinto da un adeguato compenso) dai cremonesi.
Dopo la pace di Costanza (1183) l'imperatore sanciva la legittimità della Lega Lombarda che permetteva ai comuni di riottenere gran parte della loro autonomia e se ne avvantaggiava Milano e assieme a questa il comune di Crema, suo fedele alleato: infatti, veniva revocato l'editto di Lodi (1162) con il quale veniva vietata la ricostruzione della città.
Dopo questa data iniziava la normalizzazione dei rapporti con il comune di Cremona, fino ad arrivare al primo storico accordo firmato nel 1202 presso il santuario.
Era il 21 ottobre, un lunedì, e si riunirono da una parte 23 rappresentanti di Milano, 2 lodigiani e 4 cremaschi, dall'altra parte 22 cremonesi. Affiancavano la delegazione i promotori della tregua, Boccaccio di Manerbio e Guercio Tempesta, podestà di Brescia. Presenti, inoltre, otto testimoni e i quattro podestà di Milano, Crema, Lodi e Cremona, che dovevano giurare il rispetto della tregua.
La delegazione firmava un protocollo diviso in tre parti:
- Nella prima parte vi sono i nomi dei promotori, dei testimoni e dei podestà presenti.
- La seconda parte è l'atto vero e proprio che menziona in sei punti le stipulazioni giurate: primo periodo di tregua dal 21 ottobre 1202 al giorno di San Pietro del 1203, quindi un ulteriore secondo periodo fino al 29 giugno 1208; liberazione dei prigionieri; restituzione delle prede di guerra; uguale giuramento fatto da tutti gli uomini abili alle armi da compiersi entro il 21 novembre 1202; disposizioni in caso di violazione della tregua; disposizioni in caso di reciproci mutamenti introdotti d'accordo tra le parti.
- La terza parte propone le firme e le sottoscrizioni.

## Le cappelle

### I Morti del Marzale
Sul piazzale antistante la chiesa sorge la cappella dei Morti del Marzale, che nacque come sacello cimiteriale col fine di ricordare i caduti di una battaglia combattutasi nei pressi tra fazioni guelfe e ghibelline nel 1403. Presenta sulla parete di fondo la Madonna del Carmine col Bambino e le anime del purgatorio, alle pareti laterali il martirio di San Sebastiano e Sant'Imerio Vescovo, il santo protettore della parrocchia di Ripalta Vecchia.

### Cappella dell'Apparizione
Ai piedi della cosiddetta "Scala Santa", che porta dal piazzale del Santuario del Marzale alla sottostante valle fluviale del Serio, sorge la Cappella dell'Apparizione che sorge sul luogo ove, secondo la tradizione, la Madonna apparve ad una fanciulla che pascolava le oche. In realtà la cappella, un tempo era allo stesso livello del Santuario, ma un'eccezionale piena del Serio la distrusse assieme ad una parte della chiesa prima del XVI secolo.

## La processione
Risale al 1712 una memorabile epidemia di peste bovina che infierì su tutta la pianura padana: per preservare il territorio da tale disgrazia gli abitanti di Ripalta fecero voto alla Madonna del Marzale; il territorio locale fu effettivamente preservato dalla malattia e gli abitanti, per riconoscenza, fecero voto di osservare un giorno di digiuno il 5 agosto, festività della Madonna della Neve. Ma era un voto troppo gravoso in un periodo denso di lavori agricoli: per cui il Vescovo di Crema Monsignor Faustino Griffoni commutò il voto in modo che ogni prima domenica d'agosto vi si tenesse tra Ripalta ed il Santuario una processione solenne. È questa l'origine della celebre, suggestiva fiaccolata votiva che si tiene a tutt'oggi seppur trasferita nel mese di settembre.

## La Fiera
L'annuale fiera ha origine nel XVIII secolo: la domenica ed il lunedì di Pasqua vi si celebravano con particolare enfasi le celebrazioni della Resurrezione e con grande concorso di popolo. Ciò portò spontaneamente all'attrazione di mercanti e ambulanti, da cui, col tempo, la costituzione della Fiera del Marzale. Vista la concomitanza con la vicina Fiera della Pallavicina, ad Izano, nel 1934 la fiera venne trasferita alla domenica in Albis, ossia la prima domenica dopo Pasqua.